# 第9届大众电视金鹰奖
第9届大众电视金鹰奖授奖大会于1991年9月19日在广州天河体育中心举行。其中，本届金鹰奖的大赢家《渴望》包揽优秀连续剧、最佳男女主角、最佳男女配角五大奖，成为金鹰奖史上首部达成奖项“大满贯”的电视剧。

## 得奖名单[1]

### 优秀连续剧
- 《渴望》 北京电视艺术中心
- 《围城》 上海电影制片厂影视部、中央电视台、上海文化发展基金会、厦门音像出版社
- 《宋庆龄和她的姐妹们》 中国电视剧制作中心
- 《公关小姐》 广东电视台电视剧制作中心

### 优秀单本剧
- 《五朵金花的儿女们》 云南电视台、云南大理文化局
- 《大兰和小兰》 湖北电视剧制作中心、湖北省农业银行

### 优秀儿童剧
- 《赖宁》 中国电视剧制作中心、共青团四川省委影视中心、成都电视台

### 优秀戏曲片
- 《黄山情》安徽电视台

### 最佳男主角
- 李雪健 《渴望》中饰宋大成

### 最佳女主角
- 张凯丽 《渴望》中饰刘慧芳

### 最佳男配角
- 孙松 《渴望》中饰王沪生

### 最佳女配角
- 韩影 《渴望》中饰刘母